# Kanton Créteil-Sud
Kanton Créteil-Sud (fr. Canton de Créteil-Sud) je francouzský kanton v departementu Val-de-Marne v regionu Île-de-France. Tvoří ho pouze jižní část města Créteil.